# 대후퇴
대후퇴(영어: Great Retreat, 프랑스어: Grande Retraite)는 몽스 후퇴(retreat from Mons)라고도 알려져 있으며, 1914년 8월과 9월에 영국 원정군(BEF)과 프랑스 제5군이 마른강까지 장기간 후퇴한 작전이다. 제1차 세계 대전 서부 전선의 프랑스-영국 연합군은 샤를루아 전투(8월 21일)와 몽스 전투(8월 23일)에서 독일 제국 군대에 패배했다. BEF의 일부 지원을 받은 제5군의 제1차 기즈 전투(생캉탱 전투 8월 29일-30일)에서의 역공은 독일군의 진격을 막지 못했고, 후퇴는 마른강 너머까지 계속되었다. 9월 5일부터 12일까지, 제1차 마른강 전투로 연합군의 후퇴는 끝났고, 독일군은 엔강으로 후퇴하여 제1차 엔강 전투 (9월 13일-28일)를 치러야 했다. 이후 9월 17일부터 10월 17일까지 북쪽으로 상대방 측면을 우회하려는 상호 시도가 바다로의 경주로 이어졌다.

## 배경

### 국경 전투, 8월 7일 – 9월 13일
국경 전투는 마른강 전투까지의 프랑스군 모든 작전을 아우르는 일반적인 명칭이다. 1914년 8월 4일 독일-프랑스 국경과 벨기에 남부에서 독일군, 프랑스군, 벨기에군 사이에 일련의 조우전이 시작되었다. 뮐루즈 전투(알자스 전투 8월 7일-10일)는 제1차 세계 대전에서 독일을 상대로 한 프랑스의 첫 공세였다. 프랑스군은 뮐루즈를 점령했으나 8월 11일 독일군의 반격으로 다시 밀려나 벨포르 쪽으로 후퇴했다. 주된 프랑스 공세인 로렌 전투 (8월 14일-25일)는 모랑주와 사르부르 전투(8월 14일-20일)로 시작되었으며, 제1군은 사르부르로, 제2군은 모랑주로 진격했다. 모랑주 근처의 샤토 살랑은 8월 17일에 점령되었고, 사르부르는 다음 날 점령되었다. 독일 제6군과 제7군은 8월 20일 반격했고, 제2군은 모랑주에서 밀려났으며, 제1군은 사르부르에서 격퇴되었다. 독일군은 국경을 넘어 낭시로 진격했으나 도시 동쪽에서 저지되었다.

남쪽에서는 프랑스군이 8월 19일 뮐루즈를 탈환했으나 다시 철수했다. 8월 24일 보주 산맥에서 제한적인 독일군의 공세인 모르타뉴 전투(8월 14일-25일)에서 독일군은 작은 진격을 이루었으나, 프랑스의 반격으로 다시 영토를 되찾았다. 8월 20일까지 로렌 지방에서 독일군의 반격이 시작되었고, 독일 제4군과 제5군은 8월 19일 아르덴 숲을 통해 뇌샤토로 진격했다. 아르덴 숲을 통한 프랑스 제3군과 제4군의 공세는 8월 20일 로렌 지방에 대한 프랑스의 침공을 지원하기 위해 시작되었다. 양측 군대는 짙은 안개 속에서 조우했고, 프랑스군은 독일군을 정찰 부대로 오인했다. 8월 22일 아르덴 전투 (8월 21일-28일)가 프랑스군의 공격으로 시작되었는데, 양측 모두에게 큰 손실을 입혔고 프랑스군은 8월 23일 늦게 무질서하게 후퇴해야 했다. 제3군은 제5군의 추격을 받아 베르됭으로 후퇴했고, 제4군은 스당과 스테네로 후퇴했다. 뮐루즈는 독일군에 의해 다시 점령되었고, 뫼즈 전투 (8월 26일-28일)는 독일군의 진격을 일시적으로 중단시켰다.
리에주는 8월 7일 독일군에게 점령되었고, BEF의 첫 부대가 프랑스에 상륙했으며, 프랑스군은 독일 국경을 넘었다. 8월 12일, 할렌 전투가 독일군과 벨기에군 기병대 및 보병대 사이에 벌어졌으며, 벨기에의 방어 성공으로 끝났다. BEF는 8월 16일 마지막 벨기에 요새인 리에주의 요새화 지점(Position fortifiée de Liège)이 항복하면서 4개 사단과 1개 기병사단의 프랑스 이동을 완료했다. 벨기에 정부는 8월 18일 브뤼셀에서 철수했으며, 독일군은 헤테 전투에서 벨기에 야전군을 공격했다. 다음 날 벨기에군은 안트베르펜 쪽으로 철수하기 시작했고, 이로 인해 나뮈르로 가는 길이 열렸다. 롱위와 나뮈르는 8월 20일 포위되었다. 더 서쪽으로는 제5군이 8월 20일까지 상브르강에 집결하여 샤를루아 양쪽과 나뮈르 벨기에 요새 방향으로 동쪽을 향하고 있었다. 좌익에서는 기병대(앙드레 소르데 장군)가 몽스에서 BEF와 연결되었다.

## 서곡

### 샤를루아 전투, 8월 21일
8월 20일까지 프랑스 제5군은 샤를루아를 중심으로 나뮈르 벨기에 요새까지 동쪽으로 확장되는 상브르강을 따라 40 km (25 mi) 전선에 집중하기 시작했다. 좌익에서는 소르데 기병대가 제5군을 몽스의 영국 원정군(BEF)과 연결했다. 조제프 조프르 장군은 랑르자크에게 상브르강을 건너 공격할 것을 명령했으나, 이 공격은 8월 21일 아침 독일 제2군에 의해 저지되었고, 독일군은 상브르강을 건너 두 개의 교두보를 구축했는데, 프랑스군은 포병 부족으로 이를 축소할 수 없었다. 뷔로프는 8월 22일 다시 세 개 군단으로 제5군 전면을 공격했다. 전투는 8월 23일까지 계속되었고, 샤를루아 주변의 프랑스 중앙부가 후퇴하기 시작했다. 독일 제3군은 뫼즈강을 건너 I 군단(루이 프랑셰 데스페레 장군)이 방어하던 프랑스 우익에 공격을 시작했다. 프랑스군은 독일군의 진격을 저지하고 반격을 가했다. 제5군은 동쪽과 북쪽에서 독일 제3군과 제2군에 직면했다. 제5군이 상브르강을 건너 공격하기 전에 제2군은 8월 21일 샤를루아 전투와 나뮈르에서 공격했다. 제3군은 뫼즈강을 건너 프랑스 우익을 공격했고, 8월 23일 제5군은 포위를 피하기 위해 남쪽으로 후퇴하기 시작했다.

### 몽스 전투, 8월 23일

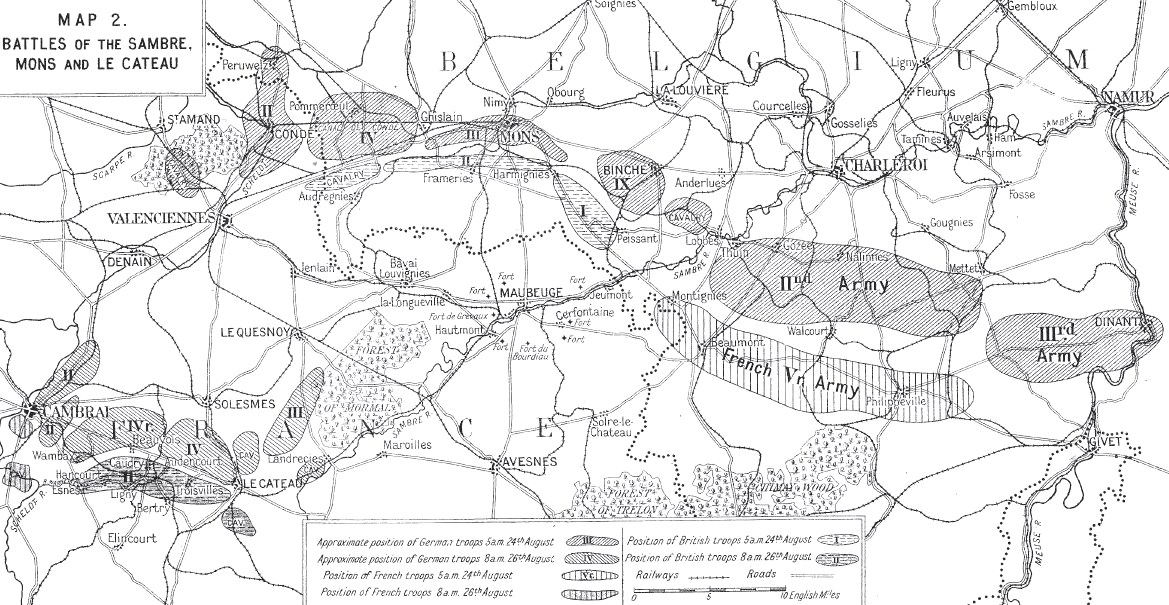

몽스 전투는 국경 전투의 보조적인 작전이었고, 영국 원정군(BEF)은 진격하는 독일 제1군에 맞서 몽스-콩데 운하 방어선을 지키려 했다. 8월 23일 동안 독일군은 운하의 굴곡진 부분으로 형성된 돌출부에서 영국군에 집중했다. 오전 9시에 독일군은 돌출부의 운하를 건너는 네 개의 다리를 건너려 했다. 오후가 되자 돌출부의 영국군 진지는 더 이상 유지할 수 없게 되었고, 동쪽에서는 독일 IX 군단이 운하를 건너기 시작하여 영국군 우익을 위협했다. 오후 3시에 제3사단은 돌출부에서 몽스 남쪽으로 짧은 거리의 진지로 철수하라는 명령을 받았다. 저녁 무렵에는 제5사단에 의해 철수가 명령되었고, 밤이 되자 II 군단은 몽트뢰유, 부수, 밤므, 파튀라주, 프라메리 마을을 지나는 새로운 방어선을 구축했다. 독일군은 운하에 부교를 건설하고 엄청난 병력으로 영국군 진지에 접근하고 있었다. 8월 24일 밤이 되자 영국군은 발랑시엔-모뵈주 도로의 방어선으로 후퇴했다. 제1군에 수적으로 열세였고 프랑스 제5군도 후퇴함에 따라 영국 원정군은 계속해서 후퇴했다. I 군단은 랑드레시로, II 군단은 르카토캉브레지로 후퇴했다. 영국군은 1,642명의 사상자를 냈고, 독일군은 2,000명의 사상자를 냈다.

## 후퇴, 8월 24일 – 9월 1일

### 르카토 전투
8월 25일 저녁, 영국 II 군단장 호라스 스미스-도리엔 장군은 독일군에게 저지 타격을 가하기 위해 군단에게 저항하라고 명령했다. 연합군은 마을 근처에 방어 진지를 구축했지만, I 군단이 도착하지 않아 스미스-도리엔의 우익은 무방비 상태였다. 8월 26일 아침, 독일군은 보병 2개 사단과 기병 3개 사단으로 보병 3개 사단, 보병 여단 1개, 기병 사단 1개로 구성된 영국군을 공격했다. 르카토에서 싸운 40,000명의 연합군 병력 중 5,212명이 사망하거나 부상당했고,  2,600명c.이 포로로 잡혔으며, 영국군 대포 38문이 손실되었다. 독일군은 2,900명의 사상자를 냈다. 영국군이 파리를 향해 남쪽으로 계속 후퇴하는 동안, 영국군 후위대의 다양한 부대들이 작고 격렬한 저지 작전을 펼쳤다.

### 르그랑페이 후위 전투
독일 제2군 사령관 카를 폰 뷔로프 장군은 프랑스 제5군과 영국 원정군(BEF)에 대한 8월 21일-24일 전투 후 신속한 추격을 명령했다. 제1군과 제2군은 연합군 전선의 좌익을 차지하기 위해 남서쪽으로 파견되었다. 제X 예비군은 마르베와 르그랑페이에서 "특히 완강한" 저항에 부딪혔다. 1914년 8월 26일 아침, 중령 A.W. 애버크롬비가 지휘하는 제2 코노트 레인저스 (제2사단)는 프티 랑드레시에서 영국 제5보병여단의 후퇴를 엄호하고 있었다. 애버크롬비는 모르고 있었지만, 늦은 아침에는 이미 후퇴가 완료되었으나 코노트 레인저스는 명령을 받지 못했다.
근처 마르베에서 소총 사격 소리를 들은 애버크롬비는 보병 2개 소대와 함께 총소리 방향으로 이동하다가 심한 포격과 기관총 사격을 받았다. 애버크롬비는 병력을 르그랑페이로 철수시키라고 명령했는데, 현지인들은 그곳에 독일군이 없다고 했지만, 르그랑페이가 버려진 것을 발견했다. 애버크롬비와 그의 병사들은 마을에 숨어 있던 독일군으로부터 심한 사격을 받았고, 주변 들판을 통해 후퇴하라는 명령이 내려졌다. 독일군의 심한 사격과 좁은 지형에서의 통신 어려움에도 불구하고, 철수는 질서정연하게 이루어졌지만, 8월 29일 현재 애버크롬비를 포함하여 장교 6명과 병사 280명이 여전히 실종 상태로 보고되었다. 저녁까지 제X 예비군은 마르베와 아베네 근처에 머물러 있었다. 제2군의 추격은 8월 27일 랑드레시와 트렐롱을 통해 계속되도록 명령되었고, 제X 예비군은 바시니를 향해 진격했다.

### 에트뢰 후위 전투
뷔로프는 르그랑페이에서의 교전 후 제X 예비군에게 남서쪽으로 계속 진격하라고 명령했다. 제2 로열 먼스터 푸실리어는 프랑스에서의 첫 전투에서 어떤 대가를 치르더라도 진지를 사수하라는 명령을 받았다. 대대 병력에 못 미치는 먼스터스 제2대대 3개 중대만이 몇 개의 야포 지원을 받으며 독일군 공격자들과 교전했다.
먼스터스는 에트뢰 근처의 과수원으로 후퇴했고 8월 27일 밤이 되자 포위당한 것을 알게 되었다. 탄약이 소진되자 그들은 항복했다. 에트뢰 전투에서 제2 먼스터스 대대원 중 장교 4명과 240명의 다른 병사들만이 생존했지만, 이 대대는 독일군이 영국 원정군(BEF) I 군단을 추격하는 것을 막아 BEF가 탈출할 귀중한 시간을 벌었다. 그들은 6대1이 넘는 수적 열세에 있었고, 마침내 패배했을 때 생존자들은 독일군에게 축하를 받았다. 제X 예비군은 8월 27일 바시니와 에트뢰를 향해 계속 진격했으며, 제19 예비 사단은 "영국 대대를 흩어지게 했다"고 보고했다.

### 세리지 사건
아침 동안 제5 기병여단은 세리지(모이 드 렌) 동쪽으로 약 2 mi (3.2 km) 떨어진 우아즈강 서안으로 이동했다. 정오 무렵 생캉탱 도로에 독일 기병대가 나타났고, 세리지 동쪽으로 0.5 mi (0.80 km) 떨어진 지점에서 기관총을 가진 기병대 병력이 왕립 기마 포병대 한 섹션의 지원을 받아 교전했다. 기병대 병력은 밀려났지만, 라 갱게트 농장에 진입하려는 독일군의 시도는 격퇴되었다. 오후에 독일 기병대 2개 대대가 진격했고, 독일군은 말에서 내린 후 말이 도망치고 그 뒤를 기병들이 따랐다. 영국군은 즉시 동쪽 측면을 따라 추격하여 모이 근처에서 기병대를 만났고, 제12 왕립 랜서스는 소총 사격으로 독일군을 말에서 내리게 하고 말들을 도망치게 했다. 기병 랜서스 대대 한 부대가 50 yd (46 m) 이내로 접근하여 돌격했고, 칼과 창으로 70-80명의 사상자를 내었으며, 영국군은 5명의 전사자를 냈다. 영국군은  30명의 부상자c.를 수습했고, 독일군의 총 손실은 300명의 사상자로 추정했다. 독일군은 약한 보병 분견대를 만날 것으로 예상하고 보병 3개 대대로 공격했으며, 3개 대대 더 돌격할 계획이었다. 독일군은 결국 교전을 끊고 숲 북쪽 언덕 뒤로 철수했고, 저녁 동안 영국군은 남쪽으로 철수했다.

### 네리 사건
9월 1일 짙은 안개 속에서 영국 제1기병여단은 숙영지를 떠날 준비를 하고 있었는데, 새벽 직후 제4기병사단의 기습 공격을 받았다. 양측 모두 말에서 내려 싸웠고, 영국군 포병대는 첫 몇 분 동안 대부분 무력화되었지만, L 배터리, 왕립 기마 포병대의 대포 한 문이 2시간 2+1⁄2 동안 독일 야포 12문으로 구성된 포병대에 맞서 꾸준히 사격을 가했다. 영국군 증원 병력은 오전 8시경에 도착했는데, 그때 독일 기병대가 거의 영국군 포병 일부를 압도할 뻔했다. 영국 기병대 3개 연대가 네리 동쪽 끝에 집결하여 기관총 사격으로 독일군의 공격을 저지했고, 말에서 내린 독일 기병대가 500 yd (460 m) 이내로 접근했을 때, 오전 6시에 제5 용기병 근위대 2개 중대가 독일군 우익을 공격했다. 제4기병여단은 보병 대대와 함께 도착하여 제4기병사단의 북쪽 측면을 포위하기 시작했고, 이때 탄약 보급이 지연되어 탄약이 부족해지면서 독일군은 불리한 상황에 처했다. 독일군은 야포 12문을 제거하려 했지만 기관총 사격으로 많은 병력을 잃고 8문의 포를 버리고 갔다. 제11 후사르 연대는 독일군을 1 mi (1.6 km) 추격하여 78명의 포로를 잡았다. 오전 9시에 오토 폰 가르니에 장군은 크레피와 베티시가 점령되었다는 보고를 듣고 교전을 중단하고 네리 동쪽으로 집결했다. 제4기병사단은 이후 로크몽을 거쳐 로지에르로 남하했다.

### 크레피앙발루아 후위 전투
8월 31일 VII 군단과 X 예비군단 전선에서의 항공 정찰에 따르면 영국군은 엔강 남쪽의 크레피앙발루아 쪽으로 후퇴하고 있었다고 한다. II 기병군단의 예거대대 5개는 9월 1일 크레피로 향했고, 제5사단 제13여단과 조우하여 오전 10시에 철수하기 시작했다. 독일군의 공격은 크레피에서 약 4 mi (6.4 km) 떨어진 베탕쿠르에서 시작되었고, 주로 좌익의 웨스트 켄트 부대와 맞붙었다. XXVII 여단 RFA 소속 제119 포병대는 영국군 전선에서 약 100 yd (91 m) 떨어진 곳에서 독일군이 1,400 yd (1,300 m) 이내로 접근했을 때 5분 만에 150발의 포탄을 발사했다. 정오 무렵 영국군은 후퇴했고, 독일 기병대 정찰대는 보병 없이 전진했다. 우익에서는 라페리 근처 교차로에 있던 제2 웰링턴 공작 연대가 XXVII 여단의 다른 두 포병대의 엄호 아래 철수할 수 있었다. 제1군은 크레피와 빌레르-코테레(빌레르)에서 영국군 후위대를 포위하려 했지만, 그들은 빠져나갔다. 항공 정찰은 빌레르 남서쪽 지역, 크레피 남쪽, 크레일에서 영국군 종대가 남쪽으로 이동하고 있음을 보여주었다.

### 빌레르-코테레 후위 전투

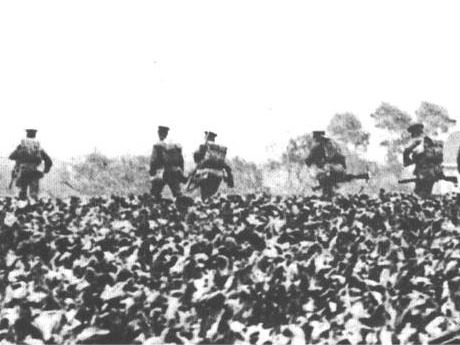

8월 31일, 독일군의 항공 정찰은 빌레르를 향해 진격하는 영국군 종대를 발견했으며, 제1군 사령부는 우아즈 계곡의 병력이 영국군이고 수아송으로 후퇴하는 병력은 프랑스군이라고 가정했다. 클루크는 영국군을 포위하는 것은 불가능할 것이지만, 수아송으로 추격하면 프랑스군을 따라잡을 수 있을 것이라고 결론지었다. II 기병군단은 영국군이 빌레르에 도달했을 것으로 추정되어 남쪽으로 진격하라는 명령을 받았다. 오후에 또 다른 항공 정찰은 마을에 많은 병력이 보이며, 일부는 포로로 잡을 수도 있다고 보고했다. 클루크는 제1군에 무제한 목표를 가지고 남쪽으로 진격하라고 명령했다. III 군단 제6사단은 9월 1일 빅에서 엔강을 건너 빌레르 북서쪽으로 약 5 mi (8.0 km) 떨어진 타이유퐁텐에서 제3기병여단과 교전하여 천천히 마을로 후퇴하게 만들었다.
오전 10시에 제4근위여단은 기병, 보병, 포병 혼성 부대의 공격을 받았는데, 오전 10시 45분에 또 다른 공격이 서쪽 측면을 우회하여 롱드라레인(Rond de la Reine)에서 크루아드벨뷰(Croix de Belle Vue)까지 개방된 지역으로 진격하여 제3 콜드스트림 근위대 전선의 틈새를 뚫고 들어왔고, 제3 콜드스트림 근위대는 우측의 제2 그레나디어 근위대와 함께 천천히 후퇴했다. 오후 2시까지 영국군은 백병전 끝에 마을 북쪽 가장자리로 후퇴했다. 영국군의 후퇴는 오후 6시에 다시 시작되었고, 영국군이 남쪽과 남서쪽으로 철수한 후 밤늦게 빌레르가 점령되었다. 그날이 끝날 무렵 제1군 사령부는 베르베리, 크레피앙발루아, 빌레르 남쪽에서 대규모 영국군을 포위하려는 희망을 포기했다.

### 생캉탱 전투
조프르는 8월 29일 생캉탱에서 제5군의 반격을 명령했지만, 명령 사본이 독일군 손에 넘어가 뷔로프에게 준비할 시간을 주었다. 제XVIII 군단의 도시에 대한 공격은 값비싼 실패였지만, 우익의 제X 군단과 제III 군단은 전진하여 기즈 근처의 독일군을 후퇴시켰다. 프랑스군은 8월 30일 오전에 다시 공격했지만 공격은 비협조적이었고 격퇴되었다. 독일군은 정오 이전에 반격했다. 독일 보병은 양측의 광범위한 포격 속에서 우아즈 습지를 통해 느리게 진격했다. 오후 초에 항공 정찰 보고서에 따르면 프랑스군이 철수하기 시작했고, 뷔로프는 소규모 보병 부대와 야포를 동원한 추격을 명령했으며, 주력 부대는 피로로 인해 휴식을 취했고, 라 페르 요새가 일반적인 진격을 방해하고 포위되어야 한다고 우려했으며, 제1군은 서쪽에서 프랑스군을 포위한 다음 9월 1일에 공격해야 한다고 생각했다. 제2군의 추격으로 대포 4문, 기관총 16정, 포로  1,700명c.을 얻었다. 8월 31일 제5군은 마른강으로 계속 후퇴했다.

## 여파

### 엔강으로의 진격, 9월 6일 – 10월 1일

#### 마른강 전투

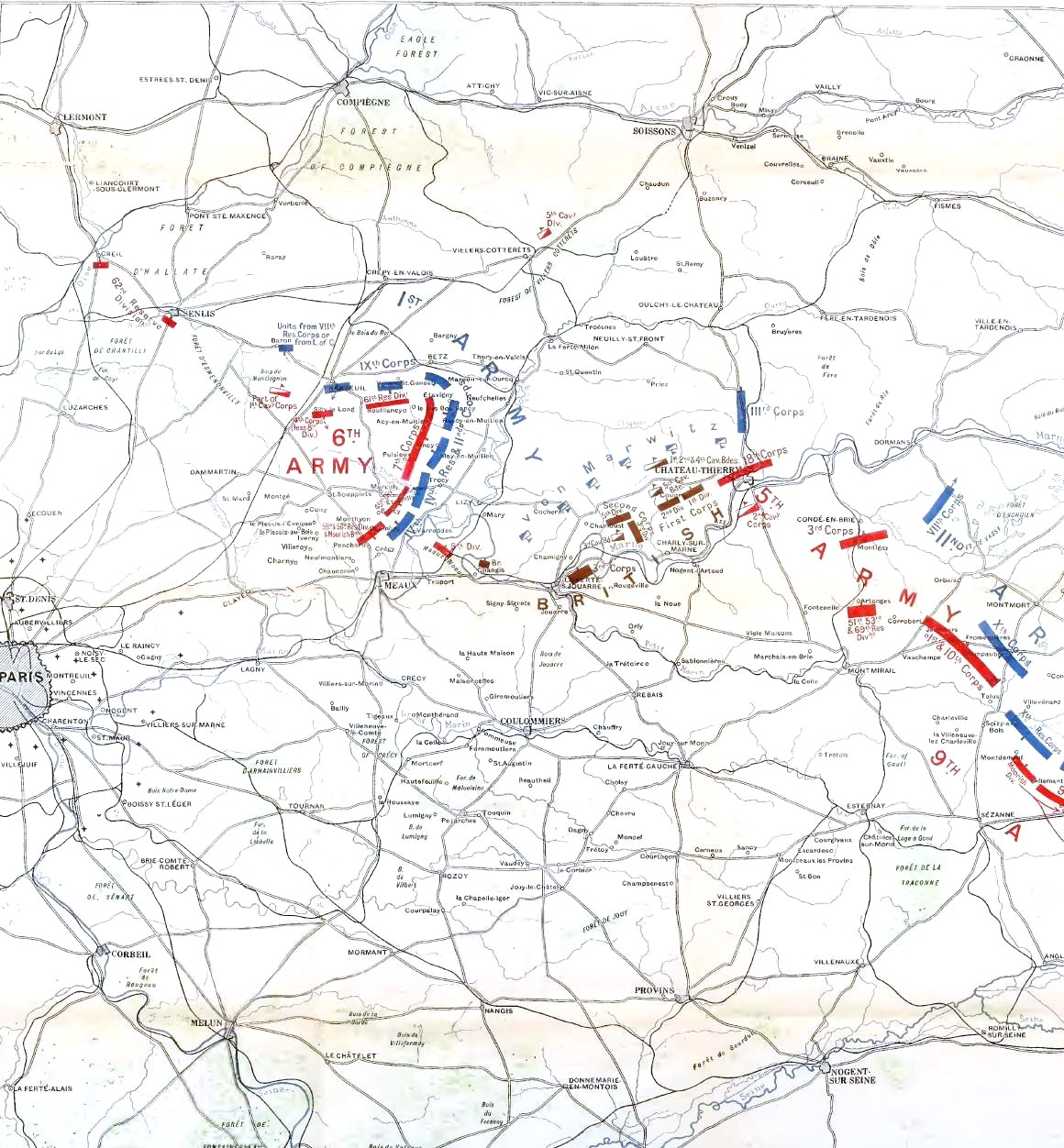

조프르는 프랑스군을 독일 국경으로 수송했던 철도를 이용하여 로렌과 알자스에서 병력을 다시 이동시켜 미셸 조제프 모누리 장군 지휘 아래 9개 사단과 2개 기병사단으로 구성된 새로운 제6군을 창설했다. 9월 10일까지 20개 사단과 3개 기병사단이 독일 국경에서 프랑스 중앙과 좌익으로 서쪽으로 이동했으며, 독일 1군-3군과 프랑스 제3군, 제4군, 제9군, 제5군, 영국 원정군(BEF), 제6군 간의 전력 균형은 44대 56개 사단으로 바뀌었다. 9월 4일 늦게 조프르는 제6군에게 우르크강을 넘어 티에리 성쪽으로 동쪽으로 공격하고, 영국 원정군은 몽미라유를 향해 진격하며, 제5군은 북쪽으로 공격하되 우익은 생 공드 습지대를 따라 제9군이 보호하도록 명령했다. 동쪽의 프랑스 제1군-제4군은 베르됭과 툴 사이에 있는 독일 5군-7군의 공격에 저항하고, 낭시 남쪽 방어선에 대한 북쪽으로부터의 포위 공격을 격퇴해야 했다. 제6군과 제7군은 메츠에서 중포를 보충받아 9월 4일 모젤강을 따라 다시 공격했다.
9월 5일, 제6군은 파리에서 동쪽으로 진격하여 그날 아침 그 지역으로 이동해온 독일 IV 예비군단과 맞섰다. 프랑스군은 모 근처의 고지대에서 저지되었다. 밤새도록 IV 예비군단은 동쪽으로 10 km (6.2 mi) 떨어진 더 좋은 진지로 철수했고, 프랑스 항공 정찰은 독일군이 제6군을 맞서기 위해 북쪽으로 이동하는 것을 관찰했다. 알렉산데르 폰 클루크 제1군 사령관은 II 군단에게 마른강 북쪽 강변으로 돌아가라고 명령했으며, 이로 인해 9월 8일까지 제1군 4개 군단 모두가 북쪽 강변으로 재배치되기 시작했다. 북쪽 강변으로의 신속한 이동은 제6군이 우르크강을 건너는 것을 막았지만, 제1군과 제2군 사이에 틈을 만들었다. 영국 원정군(BEF)은 9월 6일-8일 진격하여 프티모랭강을 건너 마른강에 있는 다리를 점령하고 8 km (5.0 mi) 깊이의 교두보를 구축했다. 제5군도 그 틈으로 진격했고, 9월 8일까지 프티모랭강을 건너 뷔로프가 제2군 우익을 철수시키도록 강요했다. 다음 날 제5군은 마른강을 다시 건넜고, 독일 제1군과 제2군은 후퇴하기 시작했으며, 프랑스 제9군, 제4군, 제3군은 제3군에 맞서 방어 전투를 벌였고, 제3군은 9월 9일 제1군, 제2군과 함께 후퇴해야 했다.
| 월  | 수     |
| --- | ------ |
| 8월 | 14,409 |
| 9월 | 15,189 |

더 동쪽에서는 독일군이 남동쪽의 뫼즈 고지에 공격을 가하여 제3군이 베르됭 서쪽으로 밀려났지만, 베르됭과 서쪽의 제4군과의 연락을 유지할 수 있었다. 9월 5일부터 베르됭 남쪽의 제2군에 대한 독일군의 공격은 프랑스군을 거의 후퇴시킬 뻔했지만, 9월 8일 위기가 완화되었다. 9월 10일까지 베르됭 서쪽의 독일군 부대는 엔강으로 후퇴하고 있었고, 프랑스-영국 연합군은 낙오병과 장비를 수집하며 추격하고 있었다. 9월 12일, 조프르는 서쪽으로 우회 기동하고 제3군이 북쪽으로 공격하여 독일군의 후퇴를 차단하도록 명령했다. 추격은 너무 느렸고, 9월 14일 독일군 부대는 엔강 북쪽에 참호를 파고 있었고, 연합군은 후위대가 아닌 참호선과 마주쳤다. 제9군, 제5군, 제6군의 정면 공격은 9월 15일-16일에 격퇴되었고, 이는 조프르가 제2군을 서쪽으로 제6군의 좌익으로 이동시키기 시작하도록 이끌었다. 이는 독일군 부대를 우회하려는 작전의 첫 단계로, 9월 17일부터 10월 17일-19일까지 상대방 부대를 피카르디와 플랑드르를 거쳐 북해 연안으로 이동시켰다.

#### 제1차 엔강 전투

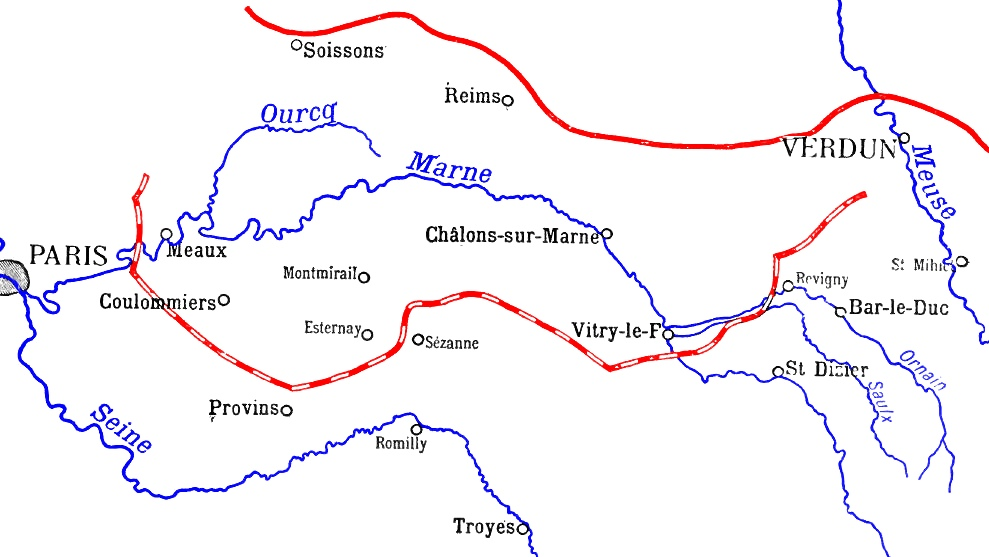

9월 10일 조프르는 프랑스군과 영국 원정군(BEF)에게 마른강 승리를 활용하라고 명령했고, 4일 동안 좌익의 군대는 독일군 후위대에 맞서 진격했다. 9월 11일과 12일, 조프르는 좌익의 군대에게 우회 기동을 명령했지만, 진격이 너무 느려 9월 14일 철수를 중단한 독일군을 따라잡지 못했다. 독일군은 엔강 북쪽 강변의 고지대에 도달하여 참호를 파기 시작했고, 이는 9월 15일-16일 프랑스군의 진격을 몇몇 지역적 이득으로 제한했다. 프랑스군은 9월 2일부터 프랑스 전선 후방의 손상되지 않은 철도를 이용하여 서쪽으로 이동하기 시작했으며, 이는 5-6일 만에 한 군단을 좌익으로 이동시킬 수 있었다. 9월 17일, 프랑스 제6군은 수아송에서 누아용까지, 프랑스 측면의 가장 서쪽 지점에서 제XIII 군단과 제IV 군단이 제61사단과 제62사단의 제6 예비사단 그룹의 지원을 받아 공격했고, 이후 전투는 북쪽 라시니로 이동했으며, 프랑스군은 남셀 주변에 참호를 팠다.
프랑스 제2군은 프랑스 전선의 동쪽 끝에서 이동을 완료하고 제6군 좌익 군단의 지휘권을 인계받았는데, 독일군 역시 동쪽 측면에서 이동하고 있다는 징후가 나타났기 때문이다. 독일 IX 예비군단은 벨기에에서 도착하여 9월 16일 제1군에 합류하여 IV 군단과 제4기병사단 및 제7기병사단과 함께 남서쪽으로 공격하여 프랑스의 포위 시도를 막으려 했다. 공격은 취소되었고, 군단은 제1군 우익 뒤로 철수하라는 명령을 받았다. 제2기병사단과 제9기병사단은 다음 날 증원군으로 파견되었지만, 철수가 시작되기 전에 프랑스의 공격이 카를레퐁과 누아용에 도달했고, 9월 18일에 저지되었다. 독일군은 9월 20일 베르됭에서 서쪽으로 랭스까지, 그리고 엔강까지 공격하여 베르됭에서 파리로 가는 주요 철도를 차단하고 베르됭 요새 지역 남쪽에 생미엘 돌출부를 만들었다. 독일군의 주요 노력은 서부 측면에 남아 있었으며, 이는 가로채기된 무선 메시지를 통해 프랑스군에게 드러났다. 9월 28일까지 엔강 전선은 안정되었다. 영국 원정군(BEF)은 10월 1일/2일 밤에 철수하기 시작했으며, 첫 부대는 10월 8일/9일 애브빌 지역에 도착했다. 영국 원정군은 플랑드르에서 작전을 시작하고 8월부터 벨기에에 있었던 영국군과 합류할 준비를 했다.

## 같이 보기
- 라페르트수주아르 기념비

## 참고 문헌
책
- Bowman, T. (2003). 《Irish Regiments in the Great War: Regular Regiments at War》. Manchester: Manchester University Press. ISBN 978-0-7190-6285-8.
- Doughty, R. A. (2005). 《Pyrrhic victory: French Strategy and Operations in the Great War》. Cambridge, MA: Belknap Press. ISBN 978-0-674-01880-8.
- Edmonds, J. E. (1926). 《Military Operations France and Belgium, 1914: Mons, the Retreat to the Seine, the Marne and the Aisne August–October 1914》. History of the Great War Based on Official Documents by Direction of the Historical Section of the Committee of Imperial Defence I 2판. London: Macmillan. OCLC 58962523.
- Hamilton, E. (1916). 《The First Seven Divisions: Being a Detailed Account of the Fighting from Mons to Ypres》. London: Hurst and Blackett. OCLC 3579926.
- Humphries, M. O.; Maker, J. (2013). 《Der Weltkrieg: 1914 The Battle of the Frontiers and Pursuit to the Marne》. Germany's Western Front: Translations from the German Official History of the Great War I. Part 1. Waterloo, Canada: Wilfrid Laurier University Press. ISBN 978-1-55458-373-7.
- Skinner, H. T.; Stacke, H. Fitz M. (1922). 《Principal Events 1914–1918》. History of the Great War Based on Official Documents by Direction of the Historical Section of the Committee of Imperial Defence. London: HMSO. OCLC 17673086. 2014년 2월 7일에 확인함.
- 《Statistics of the Military Effort of the British Empire During the Great War, 1914–1920》. London: HMSO. 1922. OCLC 610661991. 2016년 8월 2일에 원본 문서에서 보존된 문서. 2014년 1월 29일에 확인함.
- Strachan, H. (2001). 《The First World War: To Arms》 I. Oxford: OUP. ISBN 978-0-19-926191-8.
- Terraine, J. (2002) [1960]. 《Mons: The Retreat to Victory》 Woswor Military Library판. London: Batsford. OCLC 640881916.
- Zuber, Terence (2011) [2010]. 《The Mons Myth》. Stroud, Gloucestershire: The History Press. ISBN 978-0-7524-7628-5.

웹사이트
- “The Étreux Rearguard Action, 27 August 1914”. Royal Muster Fusiliers Association Website. 2012. 2014년 3월 8일에 확인함.
- Sarsfield, W. S. (2013). “Connaught Rangers War Diary: Action at Le Grand Fayt (Connaught Rangers)”. 1914–1918 net. 2014년 3월 8일에 확인함.

## 더 읽어보기
- Bloem, W. (2004) [1916]. 《Vormarsch》 [The Advance from Mons 1914: The Experiences of a German Infantry Officer] Helion판. Bremen: Grethlein. ISBN 978-1-874622-57-4. 2013년 11월 30일에 원본 문서에서 보존된 문서. 2013년 11월 30일에 확인함.
- Brown, M. (1993). 《Imperial War Museum Book of the Western Front》. London: Sidgwick and Jackson. ISBN 978-0-283-06140-0.
- Evans, M. M. (2004). 《Battles of World War I》. Devizes, Wilts: Select Editions. ISBN 978-1-84193-226-2.
- Isselin, H. (1965) [1964]. 《La Bataille de la Marne》 [The Battle of the Marne] (프랑스어) Elek Books판. Edns Arthaud. OCLC 760592610.
- Jones, N. H. (1983). 《The War Walk: Journey Along the Western Front》. London: Robert Hale. ISBN 978-0-7090-1174-3.
- Kluck, A. (1920). 《Der marsch auf paris und die marneschlacht 1914》 [The March on Paris and the Battle of the Marne, 1914] wa Arnold trans.판. Berlin: Mittler. OCLC 2513009. 2014년 3월 11일에 확인함.
- Perris, G. H. (1920). 《The Battle of the Marne》. London: Methuen. OCLC 464061898.
- Tuchman, B. W. (1962). 《The Guns of August》. New York: Ballantine Books. OCLC 192333.
- Tyng, S. (2007) [1935]. 《The Campaign of the Marne 1914》 pbk. repr. Weholme Publishing, NY판. New York: Longmans, Green and Co. ISBN 978-1-59416-042-4.